# Tennis op de Middellandse Zeespelen 2009
Tennis is een van de sporten die beoefend werden tijdens de Middellandse Zeespelen 2009 in Pescara, Italië. Er waren vier onderdelen: twee voor mannen, twee voor vrouwen.

## Uitslagen

#### Mannen
| Event      | Goud                           | Zilver                          | Brons                                            |
| ---------- | ------------------------------ | ------------------------------- | ------------------------------------------------ |
| Enkelspel  | Roberto Bautista Agut          | Marsel İlhan                    | Gianluca Naso                                    |
| Dubbelspel | Gianluca Naso en Matteo Marrai | Daniel Danilović en Goran Tošić | Gerard Granollers Pujol en Roberto Bautista Agut |

#### Vrouwen
| Event      | Goud                                    | Zilver                          | Brons                                      |
| ---------- | --------------------------------------- | ------------------------------- | ------------------------------------------ |
| Enkelspel  | Evelyn Mayr                             | Laura Pous Tió                  | Eva Fernández Brugués                      |
| Dubbelspel | Eva Fernández Brugués en Laura Pous Tió | Çağla Büyükakçay en Pemra Özgen | Fatima El Allami en Nadia Lalami Laaroussi |

## Medaillespiegel
| Plaats | Land       | Goud | Zilver | Brons | Totaal |
| 1      | Spanje     | 2    | 1      | 2     | 5      |
| 2      | Italië     | 2    | 0      | 1     | 3      |
| 3      | Turkije    | 0    | 2      | 0     | 2      |
| 4      | Montenegro | 0    | 1      | 0     | 1      |
| 5      | Marokko    | 0    | 0      | 1     | 1      |
| Totaal | Totaal     | 4    | 4      | 4     | 12     |

1963 · 1967 · 1971 · 1975 · 1979 · 1983 · 1987 · 1991 · 1993 · 1997 · 2001 · 2005 · 2009 · 2013 · 2018 · 2022
Atletiek · Basketbal · Bocce · Boksen · Gewichtheffen · Golf · Gymnastiek · Handbal · Judo · Kanovaren · Karate · Paardensport · Roeien · Schermen · Schietsport · Tafeltennis · Tennis · Voetbal · Volleybal · Waterpolo · Waterskiën · Wielersport · Worstelen · Zeilen · Zwemmen